# Anachrostis indistincta
Anachrostis indistincta là một loài bướm đêm trong họ Noctuidae.